# Kanton Mulhouse-Nord
Kanton Mulhouse-Nord (fr. Canton de Mulhouse-Nord) byl francouzský kanton v departementu Haut-Rhin v regionu Alsasko. Tvořila ho pouze severní část města Mylhúzy. Zrušen byl po reformě kantonů 2014.